# مرصع (حرض)

تعديل مصدري - تعديل

مرصع هي إحدى قرى عزلة بني الحداد بمديرية حرض التابعة لمحافظة حجة، بلغ تعداد سكانها 269 نسمة حسب تعداد اليمن لعام 2004.